# Eublepharis hardwickii
Espèce
Synonymes
- Gymnodactylus lunatus Blyth, 1847

Statut de conservation UICN

 LC  : Préoccupation mineure
Eublepharis hardwickii est une espèce de geckos de la famille des Eublepharidae.

## Répartition
Cette espèce se rencontre au Bangladesh et en Inde au Tamil Nadu, en Orissa, au Bihar, au Jharkhand, au Madhya Pradesh, en Uttar Pradesh et au Bengale-Occidental.

## Description
C'est un gecko terrestre, nocturne et insectivore.

## Étymologie
Cette espèce est nommée en l'honneur de Thomas Hardwicke.

## Publication originale
- Gray, 1827 : A Synopsis of the Genera of Saurian Reptiles in which some new Genera are indicated, and the others reviewed by actual Examination. The Philosophical Magazine or Annals of Chemistry, Mathematics, Astronomy, Natural History and General Science, vol. 2, n. 7, p. 54-58 (texte intégral).